# Echeveria gigantea
Echeveria gigantea är en fetbladsväxtart som beskrevs av Joseph Nelson Rose och Purpus. Echeveria gigantea ingår i släktet Echeveria och familjen fetbladsväxter. Inga underarter finns listade i Catalogue of Life.